# Musick
繼第一張個人專輯《Oncoming》，關智斌(Kenny)在同一年半年後推出了第二張個人專輯《Musick》，一共收入11首歌曲，印證Boy'z年代已過去，將以此專輯作為自己的獨立個體。
主打歌《月光光》以童謠再搭配流行歌蘊造出童年回憶的溫馨感覺，另外還包括與鍾欣桐合唱的《良心發現》及《靈犀》、《隊友》等歌曲。

## 曲目
| #   | 曲名                     |
| --- | ------------------------ |
| 1.  | 月光光                   |
| 2.  | Say Love Me              |
| 3.  | 靈犀                     |
| 4.  | 過馬路要小心             |
| 5.  | 良心發現（與鍾欣桐合唱） |
| 6.  | 閒人勿近                 |
| 7.  | 女友與好友               |
| 8.  | Beautiful Soul           |
| 9.  | 隊友                     |
| 10. | 環遊四方                 |
| 11. | 月光光（國語版）         |

## 相關網站
- 英皇娛樂
- 關智斌個人網誌